# Gabi Wego
Gabi Wego (* 21. Mai 1959) ist eine ehemalige deutsche Fußballspielerin. Im Jahr 1989 wurde sie mit ihrer Mannschaft, der SSG 09 Bergisch Gladbach, Deutscher Meister im Frauenfußball.

## Karriere
Wego absolvierte im Laufe ihrer sportlichen Karriere über 400 Spiele als Torhüterin für verschiedene Frauenfußball-Mannschaften in Nordrhein-Westfalen.
Mit dem STV Lövenich erreichte sie 1987 das Finale um den DFB-Pokal, unterlag jedoch am 20. Juni 1987 im Olympiastadion Berlin mit 2:5 dem TSV Siegen.
Im Jahr 1989 spielte sie für die SSG 09 Bergisch Gladbach zudem im Finale um die Deutsche Meisterschaft. Am 8. Juli 1989 errang ihre Mannschaft in Montabaur mit dem 2:0-Sieg über den TuS Ahrbach zum neunten Mal den Meistertitel im Frauenfußball. Dem STV Lövenich in der Bundesligasaison 1992/93 erneut angehörig, nunmehr als Betreuerin, kam sie dennoch zum ihrem einzigen Spiel in der höchsten Spielklasse. Am 27. September 1992 (5. Spieltag) gewann sie – das Tor hütend – das Auswärtsspiel gegen den TV Jahn Delmenhorst mit 3:0.

## Erfolge
- Deutscher Meister 1989
- DFB-Pokal-Finalist 1987[5]